# استخراج المعمى
استخراج المُعمَّى (كما سماه علماء عصر الحضارة الإسلامية) أو تحليل التعمية أو تحليل الشفرات (بالإنجليزية: Cryptanalysis)‏ هو العلم الذي يستخدم لكسر الخوارزميات وإيجاد نقط الضعف بها. كما يشير مصطلح "تحليل التعمية" إلى عملية تحليل أنظمة المعلومات لفهم الجوانب المخفية لهذه الأنظمة. يستخدم العلم لاختراق أنظمة الأمان المعماة والوصول إلى محتويات الرسائل المعاة، حتى وإن كان مفتاح التعمية غير معروف.
صيغ المصطلح الأجنبي من الكلمتين اليونانيتين "kryptós" التي تعني "مخفي"، و"analýein" التي تعني "تحليل". أما المصطلح العربي فاشتق من الجذر (ع م ي).
إضافةً إلى التحليل الرياضي للخوارزميات التعموية، يشمل استخراج المعمى دراسة الهجمات الجانبية التي لا تستهدف نقاط الضعف في الخوارزميات التشفيرية ذاتها، بل تستغل نقاط الضعف في تنفيذها.
كان قديما يقتصر فقط على تحويل الكتابة المكتوبة بطريقة سرية تستخدم التعمية وتحويل النص المعمى إلى نص غير معمى، والتعمية واستخراج المعمى هما جانبان من عملية التعمية.
على الرغم من أن الهدف ظل ثابتًا، فقد تغيرت أساليب وتقنيات استخراج المعمى بشكل كبير عبر تاريخ التشفير، لتتأقلم مع التعقيدات التشفيرية المتزايدة. تطورت هذه الأساليب من الطرق اليدوية البسيطة في الماضي، إلى الآلات مثل أجهزة بومب البريطانية وحواسيب كولوسس في بلتشلي بارك خلال الحرب العالمية الثانية، وصولاً إلى الأنظمة المتقدمة رياضياً والمعتمدة على الحوسبة في الوقت الحاضر. تعتمد الطرق الحديثة لكسر الأنظمة التشفيرية على حل مسائل مُعقدة في الرياضيات البحتة، وأشهرها تحليل العوامل الأولية للأعداد الصحيحة.

## رسالة في استخراج المعمى

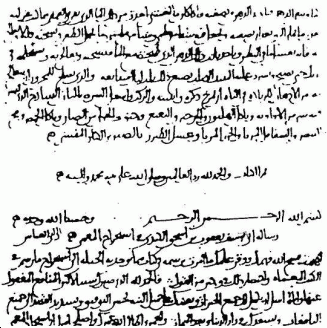
الصفحة الأولى من كتاب «رسالة الكندي في استخراج المُعَمّى» تتضمن وصفًا لاستخراج المعمى وتحليل التكرار

الصفحة الأولى من مخطوطة الكندي المعنونة "رسالة في استخراج المعمى" تُعتبر وثيقة تاريخية في مجال التشفير. هذه المخطوطة، المعروفة بالعربية بهذا الاسم، تُعد واحدة من أقدم الأعمال المعروفة التي تفصّل عملية استخراج المعمى، وخاصةً طريقة التحليل بالتكرار.
الكندي، وهو عالم موسوعي عربي من القرن التاسع، قدم في هذا العمل أقدم وصف معروف لكيفية استخدام التحليل بالتكرار لفك الرسائل المشفرة. في هذا النص، شرح كيف أن الحروف والرموز المختلفة في النص تظهر بتكرارات متفاوتة، ويمكن استغلال هذه التكرارات لكسر التعمية، خاصةً تلك التي تستخدم تقنيات الاستبدال.
عادةً ما تحتوي الصفحة الأولى من هذه المخطوطة على مقدمات حول أهمية فهم وتحليل الرسائل السرية، مما يعكس إسهامات الكندي الرائدة في تطوير علم التشفير. النص، الذي كُتب في الأصل باللغة العربية، يُعتبر أساسياً في تاريخ استخراج المعمى.